# セゴビア
セゴビア（Segovia）は、スペイン・カスティーリャ・イ・レオン州セゴビア県のムニシピオ（基礎自治体）。セゴビア県の県都である。マドリードからは87km、バリャドリッドからは111kmの位置にある。

## 歴史
セゴビアには古代から人が住んでおり、現在のアルカサルの位置にはケルト人の城があった。ローマ時代には、クルニア（es）の行政区に属していた。ローマ時代には「セゴウィア」、イスラム支配期には「シクビヤー」（アラビア語：شقوبية）と呼ばれたが、この名前はおそらくケルト語で「とりで」を意味する。
11世紀、カスティーリャ王アルフォンソ6世がトレドを征服したのち、アルフォンソ6世の娘婿ライムンド（レーモン）はセゴビアに司教座を創建し、キリスト教徒を植民させた。12世紀には内乱が起きたが、移牧のルート上にあったため羊毛や毛織物の取引が発展した。中世の終わりにセゴビアは最盛期を迎えた。ゴシック様式の建築物が建てられ、アルフォンソ10世はアルカサルを王室の宮殿に変えた。1474年12月13日にイサベル1世はセゴビアでカスティーリャ王位に就いた。
1520年のコムネーロスの反乱では、セゴビアは毛織物産業が盛んな諸都市とともに反乱に加わった。反乱の敗北にもかかわらず経済的な発展は続き、1594年には27,000人の人口を数えた。その後はカスティーリャの諸都市と同様に衰退し、1694年に人口は8,000人に減少した。18世紀には毛織物産業の再興が図られ、カルロス3世の時代に王立羊毛工場が建てられたが失敗に終わった。19世紀から20世紀前半には経済が活性化し、人口が回復した。

## 人口
| セゴビアの人口推移 1900－2010                           |
|                                                         |
| 出典:INE（スペイン国立統計局）1900年 - 1991年、1996年 - |

## 観光
セゴビアは首都マドリードから日帰りで行ける観光地として人気がある（マドリードからは鉄道で2時間）。旧市街は長く狭い高台の上に壮大に位置している。大聖堂、古代ローマの水道橋、ディズニー映画の名作「白雪姫」の城のモデルとなった古城（アルカサル）などの名所があり、眼下には田舎の景色が広がっている。セゴビア旧市街と水道橋として観光名所が世界遺産に登録されている。
- セゴビアの水道橋（スペイン語版） - 古代ローマの紀元1世紀頃に造られた水道橋。スペインの水道橋としては最大の規模であり、全長は728mに及ぶ。[4]
- セゴビア大聖堂 - 16世紀から18世紀にかけて建てられたゴシック様式の大聖堂。[4]
- アルカサル（Alcázar de Segovia） - 旧市街の西端、2つの川の間の岩山に建てられている城。ディズニー映画の名作『白雪姫』の城のモデルになった。[4]
- ラ・ベラ・クルス教会（Iglesia de la Vera Cruz） - テンプル騎士団によって建てられた教会。旧市街を北に外れた場所にある。[4]
- サンタクルス・ラ・レアル修道院 - ドミニコ会によって設立された修道院。現在はIE大学の校舎として使われている。

## ギャラリー
- セゴビア全景
- 水道橋
- 水道橋前の広場
- セゴビア大聖堂
- マヨール広場
- アルカサル
- ラ・ベラ・クルス教会

## 世界遺産
1985年、「セゴビア旧市街と水道橋」はユネスコの世界遺産（文化遺産）に登録された。保存状態のよい水道橋と、アルカサル、セゴビア大聖堂が評価されている。

## 姉妹都市
- ツーソン、アメリカ合衆国
- 江東区、大韓民国
- エディンバラ、スコットランド
- ブリストル、イングランド
- トゥール、フランス
- バルキシメト、ベネズエラ
- メアリーズビル (オハイオ州)、アメリカ合衆国